# Großer Preis von Spanien 1988
Der Große Preis von Spanien 1988 (offiziell XXX Gran Premio Tio Pepe de España) fand am 2. Oktober auf dem Circuito Permanente de Jerez in Jerez de la Frontera statt und war das 14. Rennen der Formel-1-Weltmeisterschaft 1988.

## Berichte

### Hintergrund
Am Wochenende nach dem Großen Preis von Portugal fand mit unveränderter Fahrerbesetzung der 14. WM-Lauf des Jahres in Spanien statt.
Mit Nigel Mansell und Ayrton Senna (jeweils einmal) traten zwei ehemalige Sieger zu diesem Grand Prix an.

### Training
Wie so oft in dieser Saison wurde die erste Startreihe durch Senna und Alain Prost gebildet. Mansell teilte sich die zweite Reihe mit Thierry Boutsen. Dahinter folgten Alessandro Nannini und Ivan Capelli. Nach einem gefährlichen Manöver gegen Julian Bailey, das zu einem Unfall des Briten führte, wurde der siebtplatzierte Riccardo Patrese zu einer Geldstrafe verurteilt.

### Rennen
Während Prost die Führung übernahm, fiel Senna hinter Mansell auf den dritten Rang zurück. Dieser schien den Brasilianer zunächst merklich aufzuhalten, sodass sich Prost einen Vorsprung herausfahren konnte.
Durch Fehlmeldungen seiner Tankanzeige irritiert, wurde Senna langsamer, wodurch Capelli und Patrese aufholen konnten. In der 36. Runde zog Capelli an ihm vorbei, schied jedoch kurz darauf wegen technischer Probleme aus. Nannini hatte unterdessen seinen Landsmann Patrese überholt und gelangte in Runde 48 an Senna vorbei auf den dritten Rang.
Prost siegte vor Mansell, Nannini, Senna, Patrese und Gerhard Berger. Aufgrund der damals gültigen Streichresultate-Regel erhielt Prost für seinen Sieg nicht die üblichen neun, sondern nur drei Punkte und somit genauso viele, wie sein WM-Konkurrent Senna für den vierten Platz.

## Meldeliste
| Team                           | Nr. | Fahrer             | Chassis           | Motor                    | Reifen |
| ------------------------------ | --- | ------------------ | ----------------- | ------------------------ | ------ |
| Camel Team Lotus Honda         | 01  | Nelson Piquet      | Lotus 100T        | Honda RA168E 1.5 V6t     | G      |
| Camel Team Lotus Honda         | 02  | Satoru Nakajima    | Lotus 100T        | Honda RA168E 1.5 V6t     | G      |
| Tyrrell Racing Organisation    | 03  | Jonathan Palmer    | Tyrrell 017       | Ford Cosworth DFZ 3.5 V8 | G      |
| Tyrrell Racing Organisation    | 04  | Julian Bailey      | Tyrrell 017       | Ford Cosworth DFZ 3.5 V8 | G      |
| Canon Williams Team            | 05  | Nigel Mansell      | Williams FW12     | Judd CV 3.5 V8           | G      |
| Canon Williams Team            | 06  | Riccardo Patrese   | Williams FW12     | Judd CV 3.5 V8           | G      |
| West Zakspeed Racing           | 09  | Piercarlo Ghinzani | Zakspeed 881      | Zakspeed 1500/4 1.5 L4t  | G      |
| West Zakspeed Racing           | 10  | Bernd Schneider    | Zakspeed 881      | Zakspeed 1500/4 1.5 L4t  | G      |
| Honda Marlboro McLaren         | 11  | Alain Prost        | McLaren MP4/4     | Honda RA168E 1.5 V6t     | G      |
| Honda Marlboro McLaren         | 12  | Ayrton Senna       | McLaren MP4/4     | Honda RA168E 1.5 V6t     | G      |
| AGS Racing                     | 14  | Philippe Streiff   | AGS JH23          | Ford Cosworth DFZ 3.5 V8 | G      |
| Leyton House March Racing Team | 15  | Maurício Gugelmin  | March 881         | Judd CV 3.5 V8           | G      |
| Leyton House March Racing Team | 16  | Ivan Capelli       | March 881         | Judd CV 3.5 V8           | G      |
| USF&G Arrows Megatron          | 17  | Derek Warwick      | Arrows A10B       | Megatron M12/13 1.5 L4t  | G      |
| USF&G Arrows Megatron          | 18  | Eddie Cheever      | Arrows A10B       | Megatron M12/13 1.5 L4t  | G      |
| Benetton Formula Ltd           | 19  | Alessandro Nannini | Benetton B188     | Ford Cosworth DFR 3.5 V8 | G      |
| Benetton Formula Ltd           | 20  | Thierry Boutsen    | Benetton B188     | Ford Cosworth DFR 3.5 V8 | G      |
| Osella Squadra Corse           | 21  | Nicola Larini      | Osella FA1L       | Osella 890T 1.5 V8t      | G      |
| Rial Racing                    | 22  | Andrea de Cesaris  | Rial ARC1         | Ford Cosworth DFZ 3.5 V8 | G      |
| Lois Minardi Team              | 23  | Pierluigi Martini  | Minardi M188      | Ford Cosworth DFZ 3.5 V8 | G      |
| Lois Minardi Team              | 24  | Luis Pérez-Sala    | Minardi M188      | Ford Cosworth DFZ 3.5 V8 | G      |
| Ligier Loto                    | 25  | René Arnoux        | Ligier JS31       | Judd CV 3.5 V8           | G      |
| Ligier Loto                    | 26  | Stefan Johansson   | Ligier JS31       | Judd CV 3.5 V8           | G      |
| Scuderia Ferrari SpA SEFAC     | 27  | Michele Alboreto   | Ferrari F1-87/88C | Ferrari 033E 1.5 V6t     | G      |
| Scuderia Ferrari SpA SEFAC     | 28  | Gerhard Berger     | Ferrari F1-87/88C | Ferrari 033E 1.5 V6t     | G      |
| Larrousse Calmels              | 29  | Yannick Dalmas     | Lola LC88         | Ford Cosworth DFZ 3.5 V8 | G      |
| Larrousse Calmels              | 30  | Philippe Alliot    | Lola LC88         | Ford Cosworth DFZ 3.5 V8 | G      |
| Coloni SpA                     | 31  | Gabriele Tarquini  | Coloni FC188      | Ford Cosworth DFZ 3.5 V8 | G      |
| EuroBrun Racing                | 32  | Oscar Larrauri     | EuroBrun ER188    | Ford Cosworth DFZ 3.5 V8 | G      |
| EuroBrun Racing                | 33  | Stefano Modena     | EuroBrun ER188    | Ford Cosworth DFZ 3.5 V8 | G      |
| BMS Scuderia Italia            | 36  | Alex Caffi         | Dallara F188      | Ford Cosworth DFZ 3.5 V8 | G      |

## Klassifikationen

### Qualifying
| Pos. | Fahrer             | Konstrukteur    | Vorqualifikation | Vorqualifikation  | 1. Qualifikationstraining | 1. Qualifikationstraining | 2. Qualifikationstraining | 2. Qualifikationstraining | Start |
| Pos. | Fahrer             | Konstrukteur    | Zeit             | Ø-Geschwindigkeit | Zeit                      | Ø-Geschwindigkeit         | Zeit                      | Ø-Geschwindigkeit         | Start |
| ---- | ------------------ | --------------- | ---------------- | ----------------- | ------------------------- | ------------------------- | ------------------------- | ------------------------- | ----- |
| 01   | Ayrton Senna       | McLaren-Honda   | –                | –                 | 1:24,775                  | 179,119 km/h              | 1:24,067                  | 180,627 km/h              | 01    |
| 02   | Alain Prost        | McLaren-Honda   | –                | –                 | 1:26,735                  | 175,071 km/h              | 1:24,134                  | 180,484 km/h              | 02    |
| 03   | Nigel Mansell      | Williams-Judd   | –                | –                 | 1:25,898                  | 176,777 km/h              | 1:24,269                  | 180,194 km/h              | 03    |
| 04   | Thierry Boutsen    | Benetton-Ford   | –                | –                 | keine Zeit                | –                         | 1:24,904                  | 178,847 km/h              | 04    |
| 05   | Alessandro Nannini | Benetton-Ford   | –                | –                 | 1:26,673                  | 175,196 km/h              | 1:25,032                  | 178,577 km/h              | 05    |
| 06   | Ivan Capelli       | March-Judd      | –                | –                 | 1:26,221                  | 176,115 km/h              | 1:25,115                  | 178,403 km/h              | 06    |
| 07   | Riccardo Patrese   | Williams-Judd   | –                | –                 | 1:27,504                  | 173,533 km/h              | 1:25,217                  | 178,190 km/h              | 07    |
| 08   | Gerhard Berger     | Ferrari         | –                | –                 | 1:27,796                  | 172,955 km/h              | 1:25,466                  | 177,671 km/h              | 08    |
| 09   | Nelson Piquet      | Lotus-Honda     | –                | –                 | 1:28,015                  | 172,525 km/h              | 1:25,648                  | 177,293 km/h              | 09    |
| 10   | Michele Alboreto   | Ferrari         | –                | –                 | 1:29,034                  | 170,551 km/h              | 1:26,447                  | 175,654 km/h              | 10    |
| 11   | Maurício Gugelmin  | March-Judd      | –                | –                 | 1:27,414                  | 173,711 km/h              | 1:26,578                  | 175,389 km/h              | 11    |
| 12   | Philippe Alliot    | Lola-Ford       | –                | –                 | 1:27,927                  | 172,698 km/h              | 1:26,832                  | 174,876 km/h              | 12    |
| 13   | Philippe Streiff   | AGS-Ford        | –                | –                 | 1:28,099                  | 172,361 km/h              | 1:26,971                  | 174,596 km/h              | 13    |
| 14   | Nicola Larini      | Osella          | 1:29,293         | 170,056 km/h      | 1:28,417                  | 171,741 km/h              | 1:27,012                  | 174,514 km/h              | 14    |
| 15   | Satoru Nakajima    | Lotus-Honda     | –                | –                 | 1:28,840                  | 170,923 km/h              | 1:27,171                  | 174,196 km/h              | 15    |
| 16   | Yannick Dalmas     | Lola-Ford       | –                | –                 | 1:29,688                  | 169,307 km/h              | 1:27,187                  | 174,164 km/h              | 16    |
| 17   | Derek Warwick      | Arrows-Megatron | –                | –                 | 1:28,473                  | 171,632 km/h              | 1:27,240                  | 174,058 km/h              | 17    |
| 18   | Alex Caffi         | Dallara-Ford    | 1:28,378         | 171,817 km/h      | 1:27,907                  | 172,737 km/h              | 1:27,350                  | 173,839 km/h              | 18    |
| 19   | René Arnoux        | Ligier-Judd     | –                | –                 | 1:29,157                  | 170,315 km/h              | 1:27,351                  | 173,837 km/h              | 19    |
| 20   | Pierluigi Martini  | Minardi-Ford    | –                | –                 | 1:27,826                  | 172,896 km/h              | 1:27,407                  | 173,725 km/h              | 20    |
| 21   | Stefan Johansson   | Ligier-Judd     | –                | –                 | 1:28,009                  | 172,537 km/h              | 1:27,474                  | 173,592 km/h              | 21    |
| 22   | Jonathan Palmer    | Tyrrell-Ford    | –                | –                 | 1:27,582                  | 173,378 km/h              | 1:27,548                  | 173,445 km/h              | 22    |
| 23   | Andrea de Cesaris  | Rial-Ford       | –                | –                 | 1:28,315                  | 171,939 km/h              | 1:27,798                  | 172,952 km/h              | 23    |
| 24   | Luis Pérez-Sala    | Minardi-Ford    | –                | –                 | 1:28,694                  | 171,204 km/h              | 1:27,833                  | 172,883 km/h              | 24    |
| 25   | Eddie Cheever      | Arrows-Megatron | –                | –                 | 1:29,305                  | 170,033 km/h              | 1:27,859                  | 172,831 km/h              | 25    |
| 26   | Stefano Modena     | EuroBrun-Ford   | 1:30,419         | 167,938 km/h      | 1:30,759                  | 167,309 km/h              | 1:27,977                  | 172,600 km/h              | 26    |
| DNQ  | Bernd Schneider    | Zakspeed        | –                | –                 | 1:31,144                  | 166,602 km/h              | 1:28,194                  | 172,175 km/h              | –     |
| DNQ  | Oscar Larrauri     | EuroBrun-Ford   | 1:30,003         | 168,714 km/h      | 1:31,366                  | 166,197 km/h              | 1:28,664                  | 171,262 km/h              | –     |
| DNQ  | Julian Bailey      | Tyrrell-Ford    | –                | –                 | 1:30,125                  | 168,486 km/h              | 1:29,066                  | 170,489 km/h              | –     |
| DNQ  | Piercarlo Ghinzani | Zakspeed        | –                | –                 | 1:29,824                  | 169,051 km/h              | 1:29,503                  | 169,657 km/h              | –     |
| DNPQ | Gabriele Tarquini  | Coloni-Ford     | 1:30,459         | 167,864 km/h      | keine Zeit                | –                         | keine Zeit                | –                         | –     |

### Rennen
| Pos. | Fahrer             | Konstrukteur    | Runden | Stopps | Zeit        | Start | Schnellste Runde |
| ---- | ------------------ | --------------- | ------ | ------ | ----------- | ----- | ---------------- |
| 01   | Alain Prost        | McLaren-Honda   | 72     | 1      | 1:48:43,851 | 02    | 1:27,845         |
| 02   | Nigel Mansell      | Williams-Judd   | 72     | 0      | + 26,232    | 03    | 1:27,999         |
| 03   | Alessandro Nannini | Benetton-Ford   | 72     | 1      | + 35,446    | 05    | 1:28,576         |
| 04   | Ayrton Senna       | McLaren-Honda   | 72     | 1      | + 46,710    | 01    | 1:28,273         |
| 05   | Riccardo Patrese   | Williams-Judd   | 72     | 0      | + 47,430    | 07    | 1:28,861         |
| 06   | Gerhard Berger     | Ferrari         | 72     | 1      | + 51,813    | 08    | 1:28,716         |
| 07   | Maurício Gugelmin  | March-Judd      | 72     | 0      | + 1:15,964  | 11    | 1:29,890         |
| 08   | Nelson Piquet      | Lotus-Honda     | 72     | 0      | + 1:17,309  | 09    | 1:29,304         |
| 09   | Thierry Boutsen    | Benetton-Ford   | 72     | 0      | + 1:17,655  | 04    | 1:28,711         |
| 10   | Alex Caffi         | Dallara-Ford    | 71     | 0      | + 1 Runde   | 18    | 1:30,039         |
| 11   | Yannick Dalmas     | Lola-Ford       | 71     | 0      | + 1 Runde   | 16    | 1:31,063         |
| 12   | Luis Pérez-Sala    | Minardi-Ford    | 70     | 0      | + 2 Runden  | 24    | 1:31,246         |
| 13   | Stefano Modena     | EuroBrun-Ford   | 70     | 0      | + 2 Runden  | 26    | 1:32,263         |
| 14   | Philippe Alliot    | Lola-Ford       | 69     | 0      | + 3 Runden  | 12    | 1:30,366         |
| –    | Stefan Johansson   | Ligier-Judd     | 62     | 0      | DNF         | 21    | 1:31,511         |
| –    | Eddie Cheever      | Arrows-Megatron | 60     | 0      | DNF         | 25    | 1:30,186         |
| –    | Ivan Capelli       | March-Judd      | 45     | 0      | DNF         | 06    | 1:29,197         |
| –    | Derek Warwick      | Arrows-Megatron | 41     | 0      | DNF         | 17    | 1:30,390         |
| –    | Andrea de Cesaris  | Rial-Ford       | 37     | 0      | DNF         | 23    | 1:30,363         |
| –    | Philippe Streiff   | AGS-Ford        | 16     | 0      | DNF         | 13    | 1:31,853         |
| –    | Michele Alboreto   | Ferrari         | 15     | 0      | DNF         | 10    | 1:31,310         |
| –    | Pierluigi Martini  | Minardi-Ford    | 15     | 0      | DNF         | 20    | 1:32,017         |
| –    | Satoru Nakajima    | Lotus-Honda     | 14     | 0      | DNF         | 15    | 1:32,296         |
| –    | Nicola Larini      | Osella          | 9      | 0      | DNF         | 14    | 1:32,303         |
| –    | Jonathan Palmer    | Tyrrell-Ford    | 4      | 0      | DNF         | 22    | 1:32,315         |
| –    | René Arnoux        | Ligier-Judd     | 0      | 0      | DNF         | 19    | –                |

## WM-Stände nach dem Rennen
Die ersten sechs des Rennens bekamen 9, 6, 4, 3, 2 bzw. 1 Punkt(e). Streichresultate sind in Klammern gesetzt. In der Fahrerwertung wurden die besten elf Resultate, in der Konstrukteurswertung alle Resultate gewertet.

### Fahrerwertung
| Pos. | Fahrer             | Konstrukteur    | Punkte  |
| ---- | ------------------ | --------------- | ------- |
| 01   | Alain Prost        | McLaren-Honda   | 84 (90) |
| 02   | Ayrton Senna       | McLaren-Honda   | 79      |
| 03   | Gerhard Berger     | Ferrari         | 38      |
| 04   | Michele Alboreto   | Ferrari         | 24      |
| 05   | Thierry Boutsen    | Benetton-Ford   | 21      |
| 06   | Nelson Piquet      | Lotus-Honda     | 18      |
| 07   | Derek Warwick      | Arrows-Megatron | 17      |
| 08   | Ivan Capelli       | March-Judd      | 16      |
| 09   | Nigel Mansell      | Williams-Judd   | 12      |
| 10   | Alessandro Nannini | Benetton-Ford   | 10      |
| 11   | Eddie Cheever      | Arrows-Megatron | 6       |
| 12   | Jonathan Palmer    | Tyrrell-Ford    | 5       |
| 13   | Maurício Gugelmin  | March-Judd      | 5       |
| 14   | Riccardo Patrese   | Williams-Judd   | 4       |
| 15   | Andrea de Cesaris  | Rial-Ford       | 3       |
| 16   | Pierluigi Martini  | Minardi-Ford    | 1       |
| 17   | Satoru Nakajima    | Lotus-Honda     | 1       |

| Pos. | Fahrer               | Konstrukteur  | Punkte |
| ---- | -------------------- | ------------- | ------ |
| 18   | Yannick Dalmas       | Lola-Ford     | 0      |
| 19   | Alex Caffi           | Dallara-Ford  | 0      |
| 20   | Martin Brundle       | Williams-Judd | 0      |
| 21   | Luis Pérez-Sala      | Minardi-Ford  | 0      |
| 22   | Gabriele Tarquini    | Coloni-Ford   | 0      |
| 23   | Stefan Johansson     | Ligier-Judd   | 0      |
| 24   | Philippe Alliot      | Lola-Ford     | 0      |
| 25   | Philippe Streiff     | AGS-Ford      | 0      |
| 26   | Julian Bailey        | Tyrrell-Ford  | 0      |
| 27   | Nicola Larini        | Osella        | 0      |
| 28   | René Arnoux          | Ligier-Judd   | 0      |
| 29   | Stefano Modena       | EuroBrun-Ford | 0      |
| 30   | Jean-Louis Schlesser | Williams-Judd | 0      |
| 31   | Bernd Schneider      | Zakspeed      | 0      |
| 32   | Oscar Larrauri       | EuroBrun-Ford | 0      |
| 33   | Piercarlo Ghinzani   | Zakspeed      | 0      |
| 34   | Adrián Campos        | Minardi-Ford  | 0      |

### Konstrukteurswertung
| Pos. | Konstrukteur    | Punkte |
| ---- | --------------- | ------ |
| 01   | McLaren-Honda   | 169    |
| 02   | Ferrari         | 62     |
| 03   | Benetton-Ford   | 31     |
| 04   | Arrows-Megatron | 23     |
| 05   | March-Judd      | 21     |
| 06   | Lotus-Honda     | 19     |
| 07   | Williams-Judd   | 16     |
| 08   | Tyrrell-Ford    | 5      |
| 09   | Rial-Ford       | 3      |

| Pos. | Konstrukteur  | Punkte |
| ---- | ------------- | ------ |
| 10   | Minardi-Ford  | 1      |
| 11   | Lola-Ford     | 0      |
| 12   | Dallara-Ford  | 0      |
| 13   | Coloni-Ford   | 0      |
| 14   | Ligier-Judd   | 0      |
| 15   | AGS-Ford      | 0      |
| 15   | Osella        | 0      |
| 17   | EuroBrun-Ford | 0      |
| 18   | Zakspeed      | 0      |